# Martinskirche (Magdeburg)
Die Martinskirche war die evangelische Kirche in Magdeburgs Stadtteil Alte Neustadt. Sie war nach Martin Luther benannt und wurde 1959 gesprengt.

## Lage und Architektur
Die im Stil der Neugotik errichtete Kirche befand sich am Dräseckeplatz Ecke Salzwedeler Straße. Sie wurde von einem 66 Meter hohen mit einem spitzen Dach versehenen Turm überragt. Bauten dieser Art waren in Neustadt erst nach der Lockerung des Rayonsbestimmungen der Festung Magdeburg möglich geworden. Am Hauptportal der Kirche befand sich eine als verkleinerte Nachbildung des Wormser Lutherdenkmals gestaltete Statue Martin Luthers. Im Altarraum waren drei farbige Fenster eingefügt.

## Geschichte
Am 31. Oktober (Reformationstag) 1898 erfolgte die Grundsteinlegung, die Weihe am 10. November, dem Geburtstag Martin Luthers, im Jahr 1902. Der zu Ehren des Reformators gewählte Name knüpfte auch an die in früheren Zeiten hier bestehende Martinikirche an, die dem Heiligen Martin von Tours geweiht war. 1914 folgte die Einweihung des Gemeindehauses in der Salzwedeler Straße 18.
Zu Rüstungszwecken wurden im Ersten Weltkrieg die Prospektpfeifen der Orgel sowie zwei Bronzeglocken eingeschmolzen. Die Pfeifen wurden dann im Jahr 1921 durch den Orgelbauer Ernst Röver neu angefertigt, der die Orgel 1902 gebaut hatte. Die Glocken wurden durch zwei Glocken aus Stahlguss ersetzt.

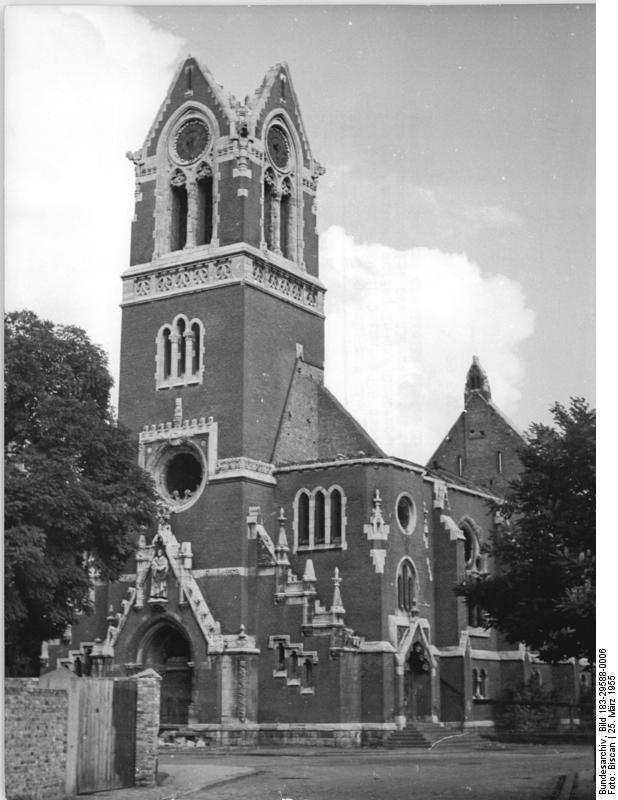
Ausgebrannte Martinskirche, Foto von 1955

Während des Zweiten Weltkriegs wurde das Kirchengebäude beim Luftangriff auf Magdeburg am 16. Januar 1945 schwer beschädigt. Im Jahr 1959 erfolgte dann die Sprengung der Ruine. Das Gemeindehaus der Martinsgemeinde und auch die mit der Altstadtgemeinde zum Kirchspiel Altstadt-Martin fusionierte Martinsgemeinde selbst bestehen jedoch bis heute. 2006 benannte die Stadt Magdeburg einen in der Nähe entstandenen Platz zur Erinnerung an die Kirche als Martinsplatz.